# Фернандо Колумб
Фернандо Колумб, або Колóн (ісп. Fernando (Hernando) Colomb (Colón); 15 серпня 1488, Кордова, Іспанія — 12 липня 1539, Севілья) — іспанський письменник та космограф, біограф свого батька Христофора Колумба.
У Христофора Колумба було два сини — законний, Дієго, та незаконний, Фернандо, що прижився в Іспанії, від зв'язку з Беатрісою Енрікес де-Арана; невдовзі після смерті батька стали дуже заможними людьми і отримували величезні за своїм часом прибутки.
Фернандо Колон користувався прихильністю імператора Карла V, виконував деякі важливі його доручення, але більш займався науками та зібрав велику бібліотеку в своєму мармуровому палаці, побудованому ним в Севільї, де він жив справжнім грандом, отримуючи прибутків — до 200 тис. франків на рік.
Його бібліотека (12 000 томів), дуже цінна документами з історії відкриття Америки (Bibliotheca Columbiana), в 1551 році перейшла до севільського собору, була розкрадена в XIX столітті. Життєпис батька, складений Фернандо в останні два роки життя, було опубліковано в 1571 році у Венеції.